# Belgique au Concours Eurovision de la chanson 2000
La Belgique a participé au Concours Eurovision de la chanson 2000 le 13 mai à Stockholm, en Suède. C'est la 43e participation belge au Concours Eurovision de la chanson.
Le pays est représenté par la chanteuse Nathalie Sorce et la chanson Envie de vivre, sélectionnées par la RTBF au moyen d'une finale nationale.

## Sélection

### Finale nationale 2000
Le radiodiffuseur belge pour les émissions francophones, la Radio-télévision belge de la Communauté française (RTBF), organise une finale nationale intitulée Finale nationale Concours Eurovision de la chanson 2000 pour sélectionner l'artiste et la chanson représentant la Belgique au Concours Eurovision de la chanson 2000.

#### Finale
La finale belge, présentée par Jean-Pierre Hautier, a lieu le 18 février 2000 aux studios de la RTBF à Bruxelles.
Dix artistes et leurs chansons respectives ont participé à la sélection. Les chansons sont toutes interprétées en français, l'une des trois langues officielles de la Belgique. C'est la dernière fois — à ce jour en 2019 — que les chansons d'une finale nationale belge sont toutes en français.
| Ordre | Artiste             | Chanson             | Points | Place |
| ----- | ------------------- | ------------------- | ------ | ----- |
| 1     | Maria Canel         | Et si...            | 2 518  | 10    |
| 2     | Géraldine Cozier    | Ma voie             | 8 371  | 5     |
| 3     | Gerlando            | Rêve                | 4 002  | 9     |
| 4     | Sabrina Klinkenberg | Tout ce que je suis | 11 085 | 3     |
| 5     | La Teuf             | Soldat de l'amour   | 6 216  | 6     |
| 6     | Mezzo Mezzo         | Belgicanos          | 10 750 | 4     |
| 7     | Christel Pagnoul    | Pour la vie         | 6 066  | 7     |
| 8     | Frédéric Reynaerts  | Le nomade m'a dit   | 17 774 | 2     |
| 9     | Nathalie Sorce      | Envie de vivre      | 21 362 | 1     |
| 10    | Triana              | Donne               | 5 270  | 8     |

Lors de cette sélection, c'est la chanson Envie de vivre, écrite et composée par Silvio Pezzuto et interprétée par Nathalie Sorce, qui fut choisie.

##### Tableau de vote
| Chanson             | Brabant wallon | Hainaut | Namur / Luxembourg | Liège | Reste de la Belgique | Bruxelles- Capitale | Total |
| ------------------- | -------------- | ------- | ------------------ | ----- | -------------------- | ------------------- | ----- |
| Et si...            | 163            | 63      | 142                | 68    | 48                   | 2035                | 2518  |
| Ma voie             | 368            | 2042    | 2782               | 1072  | 228                  | 1879                | 8371  |
| Rêve                | 103            | 1313    | 263                | 360   | 563                  | 1427                | 4002  |
| Tout ce que je suis | 292            | 809     | 393                | 7906  | 114                  | 1571                | 11085 |
| Soldat de l'amour   | 290            | 727     | 731                | 1489  | 146                  | 2833                | 6216  |
| Belgicanos          | 424            | 3962    | 848                | 1109  | 497                  | 3910                | 10750 |
| Pour la vie         | 340            | 681     | 221                | 742   | 456                  | 3626                | 6066  |
| Le nomade m'a dit   | 956            | 2497    | 1988               | 3137  | 2225                 | 6971                | 17774 |
| Envie de vivre      | 910            | 8305    | 2243               | 3360  | 950                  | 5594                | 21362 |
| Donne               | 91             | 629     | 211                | 3361  | 47                   | 931                 | 5270  |

## À l'Eurovision

### Points attribués par la Belgique
| 12 points | Lettonie  |
| 10 points | Danemark  |
| 8 points  | Pays-Bas  |
| 7 points  | Russie    |
| 6 points  | Allemagne |
| 5 points  | Suède     |
| 4 points  | Irlande   |
| 3 points  | Turquie   |
| 2 points  | Estonie   |
| 1 point   | Malte     |

### Points attribués à la Belgique
| 12 points | 10 points | 8 points | 7 points    | 6 points |
| --------- | --------- | -------- | ----------- | -------- |
|           |           |          |             |          |
| 5 points  | 4 points  | 3 points | 2 points    | 1 point  |
|           |           |          | - Macédoine |          |

Nathalie Sorce interprète Envie de vivre en 10e position lors de la soirée du concours, suivant la Russie et précédant Chypre.
Au terme du vote final, la Belgique termine 24e et dernière, ayant reçu 2 points au total, provenant tous du jury macédonien,.